# Incilius campbelli
Incilius campbelli es una especie de Anura de la familia Bufonidae, género Incilius. Es nativo de Belice, Guatemala y Honduras. La especie esta amenazada por destrucción de hábitat y la contaminación de los cursos de agua.

## Distribución y hábitat
Su área de distribución incluye Belice, el oriente de Guatemala (sierra de Santa Cruz) y el nororiente de Honduras.  
Su hábitat natural se compone de bosque no perturbado, dentro o en la cercanía de cursos de agua, y su rango altitudinal se encuentra entre 100 y 1080 m s. n. m.